# 타시우 마이아 두스 산투스
타시우 마이아 두스 산투스(Tassio Maia dos Santos, 1984년 10월 8일 ~ ) 또는 타시우는 브라질 출신의 축구 선수이다. 포지션은 공격수이다. 한때 K리그 부산에서 뛰었다. 당시 등록명은 따시오이었다.